# Франц Шайдіс
Франц Шайдіс (нім. Franz Scheidies; 22 грудня 1890, Східна Пруссія, Німецька імперія — 7 квітня 1942, Глушиця, УРСР) — німецький офіцер, генерал-майор вермахту. Кавалер Лицарського хреста Залізного хреста з дубовим листям.

## Біографія
Учасник Першої світової війни. В 1920 році демобілізований, вступив на службу в поліцію. 1 жовтня 1935 року вступив на службу у вермахт. З 1 травня 1937 року — командир 3-го батальйону 22-го піхотного полку 2-ї піхотної дивізії. Учасник Польської і Французької кампаній. З 5 жовтня 1940 року — командир 22-го піхотного полку, з яким взяв участь у боях на радянсько-німецькому фронті. З 24 березня 1942 року — командир 61-ї піхотної дивізії. Загинув у бою (застрелений снайпером).

## Звання
- Унтерофіцер (1905)
- Фельдфебель (1914)
- Лейтенант резерву (1917)
- Оберлейтенант поліції (1920)
- Гауптман поліції (1929)
- Майор поліції (1934)
- Майор вермахту (1 жовтня 1935)
- Оберстлейтенант (1935)
- Оберст (1940)
- Генерал-майор (1 квітня 1942)

## Нагороди
- Залізний хрест 2-го і 1-го класу
- Почесний хрест ветерана війни з мечами
- Медаль «За вислугу років у Вермахті» 4-го і 3-го класу (12 років)
- Застібка до Залізного хреста
  - 2-го класу (19 вересня 1939)
  - 1-го класу (3 жовтня 1939)
- Штурмовий піхотний знак в сріблі
- Нагрудний знак «За поранення» в чорному
- Лицарський хрест Залізного хреста з дубовим листям
  - Лицарський хрест (5 серпня 1940)
  - Дубове листя (№ 43; 31 грудня 1941)